# Bandera de Corrientes
La bandera de la provincia de Corrientes fue oficializada el 24 de diciembre de 1986 por Decreto del Poder Ejecutivo Provincial.

## Simbología
La bandera correntina, al igual que la Bandera Argentina, consta de tres franjas horizontales, las franjas superior e inferior son de color celeste y la franja central es blanca.
En el centro de la franja blanca se ubica el escudo de Corrientes y el lema provincial: «PATRIA - LIBERTAD - CONSTITUCIÓN» con letras de color negro colocados arriba del escudo y formando un semicírculo. En la franja blanca, con la base sobre el asta, tiene un pico o triángulo celeste.

## Historia de las banderas correntinas

Bandera de Corrientes en 1815.

En 1812 Corrientes tomó para emblemas de edificios públicos, marcas de fronteras y tropas una versión de la bandera creada por Belgrano. Dicha bandera y colores es la misma que el actual pabellón argentino. Buenos Aires rechazó la primera propuesta de Belgrano, por lo cual la única provincia en ostentar oficialmente la bandera celeste y blanca fue Corrientes.
El 6 de enero de 1815 el entonces gobernador de Corrientes, José de Silva, para marca diferencia del gobierno que había depuesto, impuso franjas rojas sobre la bandera correntina. Las dos banderas flamearon sobre Corrientes a medida que gobiernos aliados al Directorio o al Protectorado se reemplazaban unos a otros. Si tropas y gobiernos aliados a Artigas ocupaban el gobierno central de Corrientes, flameaban algunas de la bandera de banda roja, así como también las banderas de banda completa del protectorado, como la actual bandera de Entre Ríos, puesto que el protectorado contaba por un lado autoridades civiles locales y oficiales militares de ocupación que respondían directamente a Artigas. Cuando el gobernador que asumía era un aliado de Buenos Aires, se retornaba a la bandera de celeste y blanca sin bandas.
Así como llega a la Ley del Congreso Constituyente del 24 de diciembre de 1821, y ese mismo día fue jurada y bendecida en la Iglesia de la Merced; esta insignia era exactamente igual al Pabellón Nacional, y fue cedida a la Nación Argentina en 1826, a la bandera celeste y blanca con el sol en el centro se le agregó un pico celeste en la franja blanca con las armas de la provincia en el centro. Considerando que la bandera original creada por Belgrano tenía dos bandas laterales blanca y la central en azul, la actual bandera argentina es una versión de la usada por Corrientes.
En 1840 se adoptó por ley el lema "Patria, Libertad y Constitución".
Luego se suprimió el sol para reemplazarlo por el escudo provincial, que después fue dejado sin efecto agregándole un pico azul celeste en la franja blanca con la base sobre el asta.
Dicho lema se agregó a la bandera oficializada el 24 de diciembre de 1986 por Decreto del Poder Ejecutivo Provincial conforme a las facultades otorgadas por la Ley del 24 de diciembre de 1821.
La actual bandera oficial de Corrientes es la tercera bandera oficial de Corrientes que flameó en la provincia.
El color celeste por sobre el color azul oscuro se consolidó en las banderas de este tipo durante la lucha entre las provincias del litoral contra Rosas.

## Banderas históricas

Bandera de Corrientes (1814)
Bandera de Corrientes (1815)
Bandera de Corrientes (1820-1822)
Bandera de Corrientes (1822)
Bandera de Corrientes (1823-1825)